# Lista banków działających w Polsce

## Dane ogólne o sektorze bankowym
Na 30 września 2022 działalność bankową prowadziły 564 podmioty:
- 1 bank państwowy,
- 30 banków komercyjnych
- 5 banków hipotecznych,
- 498 banków spółdzielczych,
- 36 oddziałów instytucji kredytowych i banków zagranicznych[1]

Struktura własnościowa banków komercyjnych:
- 13 banków z przewagą kapitału krajowego, w tym 8 z pozycją dominującą Skarbu Państwa,
- 17 banków z przewagą kapitału zagranicznego[1].

W całym sektorze na 30 czerwca 2022 zatrudnionych było 142,6 tys. osób (o 3,0 tys. osób mniej niż w na koniec czerwca 2021).
Udział 5 największych banków w aktywach sektora na 31 grudnia 2021 wynosił 56,8%.
Liczba placówek bankowych na 30 września 2022 wynosiła 10.359 na terenie Polski oraz 105 za granicą. Liczba bankomatów na czerwiec 2022 wyniosła 20.888 urządzeń (176 mniej niż rok wcześniej).

## Bank centralny
- Narodowy Bank Polski

## Największe banki uniwersalne działające w Polsce w oparciu o sumę aktywów na 30 września 2023
| Lp. | Nazwa                                                         | Aktywa (mld PLN) | Inwestor dominujący                      | Udziały inwestora dominującego (%) | Rok powstania | Zatrudnienie | Wartość rynkowa (mld PLN) | ROE (%)  | C/I (%) | Liczba placówek na terenie Polski | Zysk netto (mln PLN) |                             |
| --- | ------------------------------------------------------------- | ---------------- | ---------------------------------------- | ---------------------------------- | ------------- | ------------ | ------------------------- | -------- | ------- | --------------------------------- | -------------------- | --------------------------- |
| 1.  | Powszechna Kasa Oszczędności Bank Polski (łącznie z Inteligo) | 473              | Skarb Państwa                            | 29,43                              | 1919          | 25 400       | 45,42                     | 16,0     | 30,9    | 1255                              | 4,820                | [ 5 ] [ 6 ]                 |
| 2.  | Bank Polska Kasa Opieki                                       | 310              | PZU                                      | 20,00                              | 1929          | 12 734       | 33,00                     | 25,2     | 31,3    | 580                               | 4,855                | [ 7 ]                       |
| 3.  | Santander Bank Polska                                         | 278              | Banco Santander                          | 69,34                              | 1988          | 9700         | 56,10                     | 19,3     | 29,6    | 342                               | 3,851                | [ 8 ]                       |
| 4.  | mBank                                                         | 200              | Commerzbank AG                           | 69,25                              | 1986          | 6738         | 13,41                     | 11,9     | 40,2    | 322                               | −1,179               | [ 9 ]                       |
| 5.  | ING Bank Śląski                                               | 187              | ING Groep                                | 75,00                              | 1988          | 8700         | 42,97                     | 13,6     | 43,0    | 330                               | 669                  | [ 10 ]                      |
| 6.  | BNP Paribas Bank Polska                                       | 132              | BNP Paribas                              | 88,33                              | 1975          | 8504         | 7,97                      | 1,5      | 52,9    | 431                               | 176                  | [ 11 ]                      |
| 7.  | Bank Millennium                                               | 97               | Banco Comercial Portugues                | 50,10                              | 1989          | 6942         | 5,65                      | 13,8     | 40,6    | 443                               | 701                  | [ 12 ] [ 13 ]               |
| 8.  | Alior Bank                                                    | 86               | PZU                                      | 31,91                              | 2008          | b.d.         | 11,93                     | 26,2     | 35,5    | 209                               | 1,443                | [ 14 ]                      |
| 9.  | Bank Handlowy w Warszawie                                     | 72               | Citibank Overseas Investment Corporation | 75,00                              | 1870          | 2965         | 14,09                     | 30,7     | 20,9    | 18                                | 1807                 | [ 15 ]                      |
| 10. | VeloBank                                                      | 47               | Promontoria Holding 418 B.V.             | 100                                | 2022          | b.d.         | b.d.                      | b.d.     | b.d.    | 150                               | 447                  | [ 16 ] [ 17 ] [ 18 ] [ 19 ] |
| 11. | Credit Agricole Bank Polska                                   | 34               | Credit Agricole                          | 75,00                              | 1991          | b.d.         | b.d.                      | b.d.     | b.d.    | b.d.                              | 42                   | [ 20 ]                      |
| 12. | Deutsche Bank Polska                                          | 28               | Deutsche Bank                            | 100,00                             | 1991          | 318          | b.d.                      | (-32,1)  | b.d.    | 0                                 | −500                 | [ 21 ]                      |
| 13. | SGB-Bank                                                      | 27               | 184 banki spółdzielcze zrzeszone w SGB   | 93,05                              | 1992          | 669          | b.d.                      | 3,1      | 70,1    | 11                                | 23                   | [ 22 ]                      |
| 14. | Bank Polskiej Spółdzielczości                                 | 27               | Banki spółdzielcze zrzeszone w BPS       | 74,50                              | 2002          | 724          | b.d.                      | 3,7      | 67,2    | 14                                | −38                  | [ 23 ]                      |
| 15. | Bank Ochrony Środowiska                                       | 22               | NFOŚiGW                                  | 58,05                              | 1991          | 1239         | 1,6                       | 5,3      | 48,3    | 54                                | 65                   | [ 24 ]                      |
| 16. | Santander Consumer Bank                                       | 17               | Santander Bank Polska                    | 60,00                              | 2002          | 1335         | b.d.                      | 9,7      | 50,9    | 50                                | 359                  | [ 25 ]                      |
| 17. | Bank BPH                                                      | 14               | GE Investments Poland                    | 99,40                              | 1988          | 191          | b.d.                      | (-124,5) | 5,3     | 0                                 | −2                   | [ 26 ]                      |
| 18. | Bank Pocztowy                                                 | 9                | Poczta Polska                            | 74,99                              | 1990          | 1116         | b.d.                      | 49,5     | 48,8    | 142                               | 224                  | [ 27 ]                      |
| 19. | Nest Bank                                                     | 6                | Porto Group Holdings Limited             | 100,00                             | 1995          | 844          | b.d.                      | 8,2      | 53,0    | 25                                | 47                   | [ 28 ]                      |
| 20. | Toyota Bank Polska                                            | 4                | Toyota Kreditbank GmbH                   | 100,00                             | 2000          | 135          | b.d.                      | 10,6     | 67,0    | 0                                 | 108                  | [ 29 ]                      |
| 21. | DNB Bank Polska                                               | 4                | DNB Bank ASA                             | 100,00                             | 2001          | 132          | b.d.                      | b.d.     | b.d.    | 0                                 | −43                  | [ 30 ]                      |
| 22. | Bank Nowy                                                     | 2                | Wielkopolska Spółdzielnia Nowa           | 100,00                             | 2020          | b.d.         | b.d.                      | b.d.     | b.d.    | 11                                | b.d.                 | [ 31 ]                      |
| 23. | Plus Bank                                                     | 1                | Karswell Ltd                             | 39,61                              | 1991          | 86           | b.d.                      | 84,6     | 62,2    | 34                                | 39                   | [ 32 ]                      |

## Bankowe marki handlowe
- Inteligo (PKO BP)
- Kompakt Finanse (mBank)

## Banki państwowe
- Bank Gospodarstwa Krajowego[1]

## Banki hipoteczne
- mBank Hipoteczny
- ING Bank Hipoteczny
- Millennium Bank Hipoteczny
- Pekao Bank Hipoteczny
- PKO Bank Hipoteczny[1]

## Banki w upadłości
- Getin Noble Bank (od lipca 2023)[33]
- Idea Bank (od lipca 2022)[34]

## Banki w likwidacji
- Mercedes-Benz Bank Polska S.A. (od stycznia 2022)[35]

## Zrzeszenia banków spółdzielczych
- Grupa BPS – Bank Polskiej Spółdzielczości
- Spółdzielcza Grupa Bankowa – SGB-Bank

## Przedstawicielstwa banków zagranicznych i instytucji kredytowych
- Adyen
- Berlin Hyp
- CREDIT INDUSTRIEL ET COMMERCIAL
- Industrial Bank of Korea
- Norddeutsche Landesbank
- Shinhan Bank Europe
- Sparkasse Oberlausitz-Niederschlesien
- The Export-Import Bank of China
- UBS Switzerland
- Woori Bank[1]

## Oddziały banków zagranicznych
- FCE Bank plc[1]

## Działalności instytucji kredytowych na terytorium RP poprzez oddział
- Aareal Bank
- Aion Bank
- Allfunds Bank
- AS Inbank
- Bank of China (Europe)
- BFF Bank
- BNP Paribas
- CA Auto Bank
- Caixabank
- China Construction Bank (Europe)
- Citibank Europe
- Danske Bank
- Elavon Financial Services
- Euroclear Bank
- Goldman Sachs Bank Europe
- Haitong Bank
- Hoist Finance
- HSBC Continental Europe
- Ikano Bank
- Industrial and Commercial Bank of China (Europe)
- Intesa Sanpaolo
- J.P. Morgan SE
- John Deere Bank
- Morgan Stanley Europe
- MUFG Bank (Europe)
- Nordea Bank
- Raiffeisen Bank International
- RCI Banque
- Revolut Bank UAB
- Skandinaviska Enskilda Banken
- Société Générale
- Svenska Handelsbanken
- TF Bank
- Volkswagen Bank
- Western Union International Bank